# Dolomedes gertschi
Dolomedes gertschi là một loài nhện trong họ Pisauridae.
Loài này thuộc chi Dolomedes. Dolomedes gertschi được miêu tả năm 1973 bởi Carico.